# 114. ловачка дивизија (Вермахт)
114. ловачка дивизија је формирана 1. маја 1941. у Прагу од регрута 15. регрутног таласа као 714. посадна дивизија. С обзиром на њену намену, дивизија је имала некомплетну формацију без извиђачког батаљона, са редукованим артиљеријским и специјалистичким саставима. Њено транспортовање на територију Србије отпочело је 15. маја 1941. Штаб дивизије био је смештен у Тополи, а затим у Смедереву. Јединице дивизије биле су размештене у гарнизоне Умка, Младеновац, Аранђеловац, Лазаревац, Топола, Паланка, Велико Орашје, Марковац, Лапово, Ћуприја, Параћин, Зајечар и Бор. Бројно стање дивизије у септембру 1941. је износило: 188 официра, 53 службеника, 990 подофицира и 5.827 војника.
Током устанка у Србији у другој половини 1941. дивизија је била ангажована у борбама против устаника и у хапшењу талаца и провођењу мера одмазде.
Половином 1942. дивизија је због интензивирања партизанских дејстава пребачена у западну Босну, где је током јуна и јула 1942. учествовала у операцији чишћења партизана и интернирања становништва на планини Козари. Том приликом била је умешана у многобројне случајеве убијања заробљеника и зверстава према цивилном становништву.
Током друге половине 1942. и првих месеци 1943. дивизија је била ангажована у многобројним борбама против партизана у западној Босни. Због борбених потреба дивизија је током преформирана и формацијски попуњена људством и борбеном техником до стандардне формације пешадијске дивизије. Почев од 1. априла 1943. дивизија званично мења назив у 114. ловачку дивизију. Тада је имала око 13.200 војника у следећој формацији:
721. пешадијски пук
741. пешадијски пук
661 артиљеријски пук
114. извиђачки батаљон
114. батаљон оклопних ловаца
114. инжињеријски батаљон
114. батаљон везе
Крајем августа 1943. у склопу операције "Ахзе" 114. ловачка дивизија савладала је отпор 6. личке дивизије и продрла у северну Далмацију ради разоружања италијанских јединица и контроле овог подручја.
На овом подручју дивизија је учествовала у борбама до почетка децембра 1943, када је ангажована током операције "Цитен" на правцу Ливна.
Током јануара учествује у операцији "Адлер" у Лици и Горском Котару, а затим излази из састава Друге оклопне армије и прелази под команду Групе армија Б у чијем саставу учествује у нападу на савезнички мостобран код Анција (итал. Anzio)
У свом закључном извештају приликом напуштања подручја 15. брдског корпуса 31. јануара, дивизија је известила штаб корпуса како је током својих борби на територији НДХ имала укупно 803 погинула војника, док је губитке нанете непријатељу оценила на 18.737 људи.
114. ловачка дивизија уништена је априла 1945. на италијанском фронту.